# 상두야, 학교가자
《상두야, 학교가자》는 2003년 9월 15일부터 2003년 11월 4일까지 방송된 KBS 2TV 월화 드라마이다.

## 등장 인물

### 주요 인물
- 공효진: 채은환 역
- 정지훈: 차상두 역(아역 김종석)
- 이동건: 강민석 역
- 홍수현: 한세라 역

### 주변 인물
- 송민주: 차보리 역
- 신구: 송종두 역
- 이영하: 차만도 역
- 정애리: 공심란 역
- 전혜빈: 윤희서 역

### 그 외 인물
- 여승혁: 채지환 역(아역 강종산)
- 김미경 <음악선생님 역 이민경>
- 김예령: <김>수희 역
- 이지혜: <내 후배 역>
- 송하윤: 학생 역
- 최재환
- 변주연
- 천수정
- 김동윤: 반장 역
- 서진욱: 수희의 남편 역
- 조규철: 채지환 패거리 역
- 홍소희
- 허인범
- 김재록: 체육선생님 역
- 도균
- 건일
- 강석호
- 신성우
- 장정희
- 이달형
- 김광규
- 양희경
- 김승욱
- 이은주: <이숙자 역>
- 차영옥
- 류승수
- 최은석

## 참고 사항
- 정지훈이 분한 차상두 역은 당초 김석훈이 낙점됐으나 막바지에 출연을 거절하는 바람에 정지훈이 대타로 들어갔다.[1]
- 극 중 공심란 역의 정애리가 극악스러운 중년 아주머니로 나와서 현실성이 없다는 비판을 받았다.[2]
- OST를 부른 가수와 정지훈은 너목보에서 만났다.

## 수상 경력
- 2003년 KBS 연기대상 베스트커플상, 네티즌상, 여자우수상 공효진
- 2003년 KBS 연기대상 베스트커플상, 네티즌상, 남자신인상 정지훈
- 2003년 KBS 연기대상 여자 조연상 홍수현
- 2003년 KBS 연기대상 코믹 연기상 이영하, 정애리